# Годфри-Смит, Питер
Питер Годфри-Смит (1965 г.р.) — австралийский философ науки и писатель,  профессор истории и философии науки Сиднейского университета. Работает в основном в области философии биологии и философии разума и некоторых разделах метафизики и эпистемологии. Член Американского философского общества с 2022 года.
Лауреат Patrick Suppes Prize (2019) и Jean Nicod Prize (2022).

## Образование и карьера
Родился в Австралии в 1965 году.  Докторскую степень получил в Калифорнийском университете в Сан-Диего в 1991 году под руководством Филипа Китчера. Преподавал в Гарвардском университете , Стэнфордском университете, и Австралийском национальном университете.  Удостоен премии Лакатоса  за свою книгу 2009 года « Дарвиновские популяции и естественный отбор», в которой обсуждаются философские основы теории эволюции.
Противник теории разумного замысла.

## Other Minds
В 2016 году опубликовал книгу Other Minds: The Octopus, the Sea, and the Deep Origins of Consciousness  В ней Годфри-Смит рассматривает происхождение чувств, сознания и интеллекта в животном мире, в частности, как они развивались у головоногих по сравнению с млекопитающими и птицами.